# 공현주
공현주(1984년 1월 7일 ~ )는 대한민국의 배우이다.

## 학력
- 서울거여초등학교 (졸업)
- 세륜중학교 (졸업)
- 가락고등학교 (졸업)
- 동덕여자대학교 방송연예학과 (졸업)
- 동덕여자대학교 대학원 통합예술치료학과 (졸업)

## 연기 활동

### 드라마
- 2003년 SBS 대기획 《올인》 ... 카지노 딜러 역
- 2004년 SBS 금요드라마 《아내의 반란》 ... 현주 역
- 2004년 SBS 주간시트콤 《혼자가 아니야》 ... 공현주 역
- 2005년 KBS2 월화드라마 《웨딩》 ... 오수지 역
- 2007년 KBS2 월화드라마 《꽃 찾으러 왔단다》 ... 오남경 역
- 2007년 SBS 주말극장 《황금신부》 ... 차인경 역
- 2008년 KBS1 일일연속극 《너는 내 운명》 ... 김수빈 역
- 2012년 SBS 주말 특별기획 《바보엄마》 ... 한수인 역
- 2013년 KBS2 일일시트콤 《닥치고 패밀리》 ... 이희재 역
- 2014년 JTBC 월화드라마 《우리가 사랑할 수 있을까》 ... 신윤하 역 (17회 특별출연)
- 2014년 MBC 주말 특별기획 《호텔킹》 ... 차수안 역
- 2015년 JTBC 금토드라마 《순정에 반하다》 ... 한지현 역
- 2016년 SBS 일일드라마 《사랑은 방울방울》 ... 한채린 역
- 2019년 MBN 수목드라마 《우아한 가》 ... 백수진 역
- 2020년~2021년 TV조선 토일드라마 《복수해라》 ... 정주연 역
- 2021년 tvN 월화드라마 《하이클래스》 ... 차도영 역
- 2023년 웨이브 《약한 영웅》 ... 시은의 어머니 역

### 영화
- 《돌아와요 부산항애》(2018년) - 차민경 역
- 《기방도령》(2019년) - 유정 역

### 뮤직비디오
- 2008년 넬 - 멀어지다

### 연극
- 2018년 《여도》

## 광고
- 미샤
- 배스킨라빈스(with 조승우)
- 보광휘닉스파크 - 휘닉스파크
- 삼성카드(with 정우성)
- 빌트모아

## 홍보대사
- 2011년 서울특별시 강남구 디딤돌 사업 홍보대사
- 2011년 프레타포르테 부산 2012 S/S 컬렉션 홍보대사
- 2011년 그린 프라미스 캠페인 홍보대사
- 2012년 제33회 서울연극제 홍보대사
- 2012년 환경부 녹색생활 홍보대사

## 수상 및 후보
| 연도 | 시상식                  | 부문                                | 작품            | 결과 |
| ---- | ----------------------- | ----------------------------------- | --------------- | ---- |
| 2001 | SBS 슈퍼모델 선발대회   | 시나몬 코리아상                     | 빈칸            | 수상 |
| 2008 | KBS 연기대상            | 일일극부문 여자 우수연기상          | 너는 내 운명    | 후보 |
| 2011 | 보건복지부              | 장관상                              | 빈칸            | 수상 |
| 2011 | 제6회 대한민국 나눔대상 | 국회 문화체육관광방송통신위원회상   | 빈칸            | 수상 |
| 2012 | 2011년을 빛낸 여성      | 빈칸                                | 빈칸            | 수상 |
| 2017 | SBS 연기대상            | 일일&주말드라마부문 여자 우수연기상 | 사랑은 방울방울 | 후보 |